# Euosmolejeunea compacta
Euosmolejeunea compacta là một loài Rêu trong họ Lejeuneaceae. Loài này được (Stephani) S. Hatt. mô tả khoa học đầu tiên năm 1951.